# Pjerrot som hustrumorder
|  | Denne artikel er oprettet af botten PalnaBot ud fra en ekstern database. Den kan derfor have sproglige fejl eller mangler. Denne skabelon kan fjernes efter kontrol af indholdet. |

Pjerrot som hustrumorder er en kortfilm fra 1991 instrueret af Aage Rais-Nordentoft efter eget manuskript.

## Handling
Pjerrot lever for og i sin egen skrift. Pjerrots hustru elsker sin hvide Pjerrot og forsøger at lokke ham bort fra skriftens verden og ind i sin egen kødelige. Det bliver en kamp mellem begær og kunst.